# RMS Caronia (1905)
RMS Caronia foi um transatlântico britânico, lançado no dia 13 de julho de 1904 e construído pela Cunard Line no estaleiro John Brown & Company. Deixou Liverpool em sua viagem inaugural para Nova Iorque no dia 25 de fevereiro de 1905.
No dia 14 de abril de 1912, o Caronia enviou o primeiro aviso de gelo às 09:00 ao RMS Titanic relatando sobre icebergs e campos de gelo.
O Caronia foi novamente colocado em serviço em 1914, mas devido ao início da Primeira Guerra Mundial, acabou sendo requisitado como um cruzador comerciante armado. Em 1916, ele se tornou um navio de tropas e serviu nessa função durante o período, retornando do Rio de Janeiro - Nova Iorque em execução após a guerra.
Em 1920, o Caronia foi convertido para queimar óleo ao invés de carvão.
Depois de voltar ao serviço, cruzou rotas diferentes, incluindo:
- Nova Iorque / Boston a partir de Liverpool
- Nova Iorque a partir de Londres
- Nova Iorque a partir de Hamburgo (1922)
- Quebec a partir de de Liverpool (1924)
- Nova Iorque a partir de Havana

Sua última viagem, a partir de Londres para Nova Iorque foi no dia 12 de setembro de 1932, após ser vendido por sucata. Inicialmente vendido para Hughes Bolckow para demolição em Blyth, ele foi re-vendido e re-nomeado para Taiseiyo Maru, navegando para Osaka, onde acabou sendo desmantelado em 1933.

## Propulsão
O Caronia foi equipado com a tecnologia mais antiga do motor de expansão quádrupla, enquanto o Carmania tinha turbinas e provou ser o mais econômico entre os dois navios.